# Лас-Флорес (округ Тегама, Каліфорнія)
Лас-Флорес (англ. Las Flores) — переписна місцевість (CDP) в США, в окрузі Техама штату Каліфорнія. Населення — 190 осіб (2020).

## Географія
Лас-Флорес розташований за координатами 40°4′20″ пн. ш. 122°9′26″ зх. д. / 40.07222° пн. ш. 122.15722° зх. д. (40.072141, -122.157312).  За даними Бюро перепису населення США в 2010 році переписна місцевість мала площу 0,93 км², уся площа — суходіл.

## Демографія
Згідно з переписом 2010 року, у селищі мешкало 187 осіб у 64 домогосподарствах у складі 46 родин. Густота населення становила 202 особи/км².  Було 82 помешкання (89/км²).
Расовий склад населення:
| - 67,9 % — білих - 2,7 % — корінних американців - 21,9 % — осіб інших рас |

До двох чи більше рас належало 7,5 %. Частка іспаномовних становила 38,5 % від усіх жителів.
За віковим діапазоном населення розподілялося таким чином: 31,0 % — особи молодші 18 років, 56,2 % — особи у віці 18—64 років, 12,8 % — особи у віці 65 років та старші. Медіана віку мешканця становила 33,9 року. На 100 осіб жіночої статі у селищі припадало 120,0 чоловіків;  на 100 жінок у віці від 18 років та старших — 89,7 чоловіків також старших 18 років.
Середній дохід на одне домашнє господарство  становив 31 547 доларів США (медіана — 29 803), а середній дохід на одну сім'ю — 40 306 доларів (медіана — 31 875). За межею бідності перебувало 5,2 % осіб, у тому числі 0,0 % дітей у віці до 18 років та 0,0 % осіб у віці 65 років та старших.
Цивільне працевлаштоване населення становило 60 осіб. Основні галузі зайнятості: сільське господарство, лісництво, риболовля — 45,0 %, будівництво — 16,7 %, транспорт — 15,0 %.